# Johann Rudolf von Breda
Freiherr Johann „Hans“ Rudolf von Breda (* um 1595 in Zestow; † 15. November 1640 bei Ziegenhain in Nordhessen) war ein Offizier, zuletzt Feldmarschallleutnant der kaiserlichen Truppen unter dem General Ottavio Piccolomini im Dreißigjährigen Krieg.
Johann Rudolf von Bredow war der Sohn von Hans Richard von Bredow (* geb. vor 1570; † 1641) und Marie von Thümen a.d.H. Blankenburg († 9. Oktober 1616). Wegen Verschuldung seines Vaters trat er 1615 in die kaiserliche Armee als Kürassier ein und nahm 1616 am Feldzug gegen Venedig und 1620 an der Schlacht am Weißen Berg teil. Als Obristleutnant im Kürassier-Regiment Götz war er 1630 an der Eroberung von Magdeburg beteiligt.
Am 19. Dezember 1632 überlässt Albrecht von Wallenstein ihm, wegen tapferen Verhaltens bei Lützen, die 4 besten Kompanien Lothar Dietrich von Bönninghausens (der resigniert hat) zur Komplettierung seines Regiments von 6 auf 10 Kompanien. Es folgen im Feldzug 1633 der Überfall auf Altenburg in Sachsen (17. August) und die Einnahme von Straubing unter Strozzi (4. Dezember). Am 12. Jänner 1634 tritt er als Mitunterzeichner des „Pilsener Reverses“ auf. Die weiteren militärischen Stationen 1634 sind die Einnahme von Kulmbach (28. Oktober) und von Coburg unter Lamboy (5. November) sowie das erfolgreiche Gefecht von Hersfeld unter Hatzfeld gegen Hessen und Weimaraner (27. November). Im November/Dezember muss er krankheitsbedingt in Fulda verweilen, kann aber bereits am 25. Jänner 1635 an der Eroberung von Schloß Wächtersbach und am 26. Jänner 1635 am Überfall mit Bönninghausen und Melchior von Hatzfeldt auf weimaranische Truppen bei Gelnhausen/Hersfeld (mit ca. 150 Gefangenen) teilnehmen. Nach der Ermordung von Albrecht von Wallenstein (1634) erwarb er die Herrschaft Gabel und Lemberg in Böhmen.
Am 20. April 1635 wird er zum Generalfeldwachtmeister ernannt und nimmt in weiterer Folge am Feldzug am Rhein unter Philipp von Mansfeld bzw. Ottavio Piccolomini teil. 1636 und 1637 führen ihn Privatangelegenheiten nach Wien.
Als Teil der Hauptarmee unter Matthias Gallas im Pommern-Feldzug 1637 nimmt er an der Eroberung von Tribsee gegen Wrangel (24. Oktober/3. November) teil und lässt im Dezember gesunkene Schiffe heben und mit ihnen nach Usedom übersetzen. Ab April 1638 ist er in Niedersachsen als Kommandant von Lemgo und ab 22. September 1638 wieder zu Gallas abkommandiert. Am Rande des Gefechts bei Perleberg (2. Dezember 1638) kommt es zu einem Zwist mit Generalfeldwachtmeister Adolf von Puchheim, der ihn zum Duell forderte, weil „der Herr mir zu nachtheil geredt. Verlang also mit Ihme deßwegen im feldt mit der pistol, oder degen in der handt, wie es Ihme nun belieben wird, weiter zu sprechen, daß ort stell i[h]m frey zu benennen, erwart allereheste nachricht“. Breda willigt zwar ein, doch wird das Duell auf königliche Intervention hin unterbunden, Breda von der Charge suspendiert (12. Jänner 1639) und das Kriegsrecht gegen beide von Gallas eingesetzt.
Im Mai 1639 werden Klagen Pfalz-Neuburgs über schlimmes Hausen Bredas in der Stadt Wipperfürth laut. Nach der Vereinigung der Truppen im Mai 1639 mit Piccolomini bei Würzburg, dient er unter Hatzfeldt bzw. Gallas im Oktober 1639 bei der Verteidigung von Prag. Im folgenden Jahr befehligt er unter Erzherzog Leopold Wilhelm einen 3000 Mann starken Reiterverband beim Feldzug durch Sachsen gegen die Schweden. Im Gefecht bei Plauen besiegt er am 20. April 1640 schwedische Reiter unter Arvid Wittenberg. Danach wird er im August zum Feldmarschallleutnant befördert. Im November 1640 fällt er in Nordhessen im Gefecht am Riebelsdorfer Berg gegen die Truppen Reinholds von Rosen.

## Familie
Aus seiner 1626 mit Anna Katharina von Dohna († 13. Jänner 1659) geschlossenen Ehe gingen folgende Nachkommen hervor:
- Hans Richard Moritz (getauft am 8. Dezember 1628 in Spandau; † 12. Oktober 1660 in Liegnitz)
- Christoph Rudolf († 7. Mai 1680), kaiserl. Obristleutnant, ab 4. Mai 1674 Reichsgraf und ab 29. August 1674 böhmischer Graf („Breda“)
- Ferdinand Wilhelm († 1659), kaiserlicher Rittmeister, gestorben im Duell